# 7490 Babička
7490 Babička eller 1995 OF1 är en asteroid i huvudbältet som upptäcktes den 31 juli 1995 av den tjeckiske astronomen Petr Pravec vid Ondřejov-observatoriet. Den är uppkallad efter Marie Macháčová och Marie Petrželová, släkt till upptäckarens fru och Emilie Dudková och Aloisie Pravcová, släkt till upptäckaren.
Asteroiden har en diameter på ungefär 2 kilometer.